# Älmeboda kyrkoruin

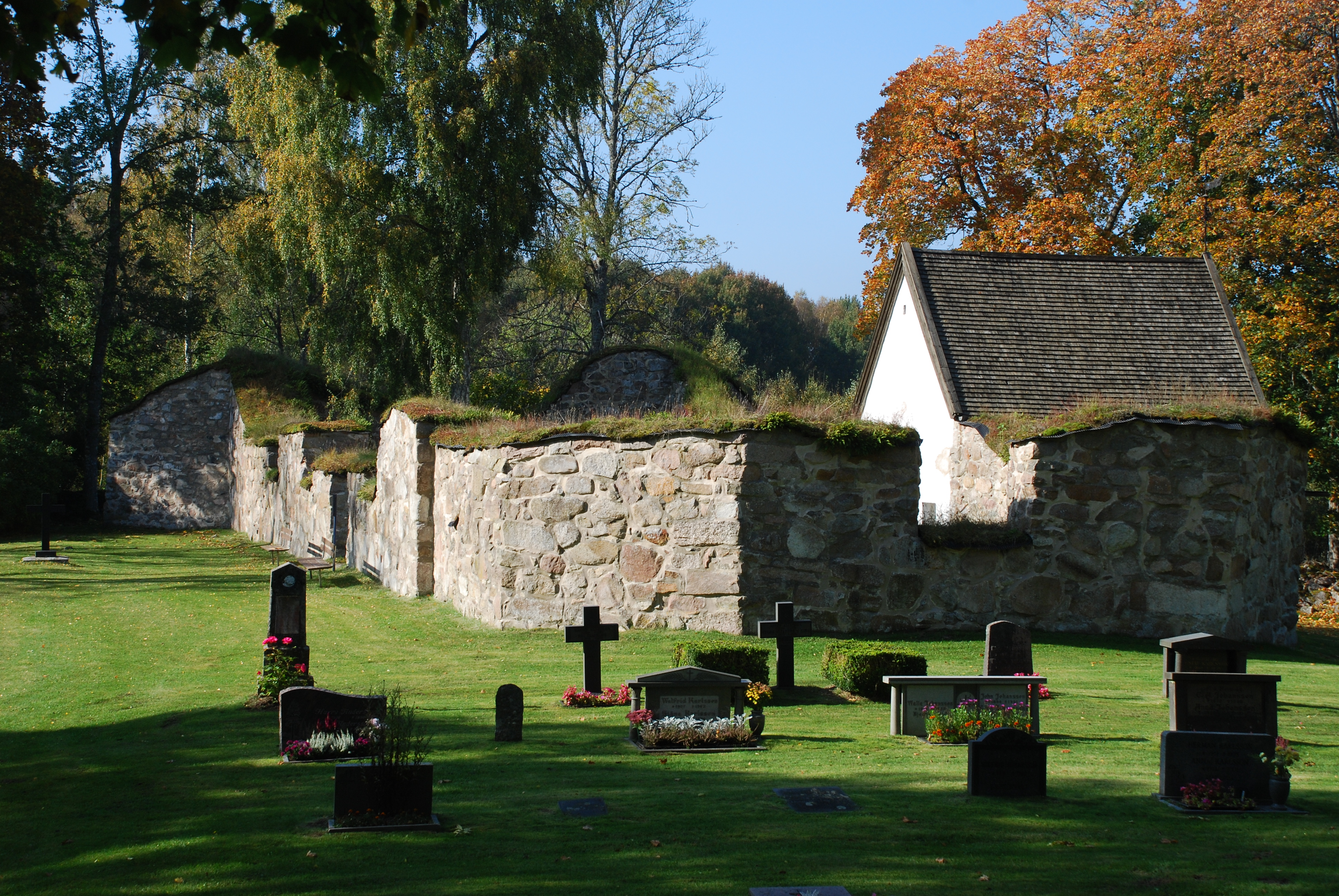
Älmeboda kyrkoruin och kyrkogård

 Älmeboda kyrkoruin är belägen i norra delen av Älmeboda socken. Kyrkoruinen omges av den gamla kyrkogården som fortfarande är i bruk.

## Kyrkobyggnadens historia
Den ursprungliga kyrkan uppfördes under 1100-talet. Byggnaden var en  romansk stenkyrka bestående av långhus, kor och absid. 
Under medeltidens senare del revs absiden genom att kyrkan byggdes ut åt öster. Samtidigt uppfördes en sakristia på norra sidan i anslutning till koret. Kyrkorummet fick karaktär av salkyrka med en längd av 26 meter. 
1787 ansågs kyrkan vara för liten och förlängdes ytterligare åt öster. Kyrkan fick ett tresidigt kor och ett någorlunda rymligt kyrkorum. Detta hindrade inte att frågan om en helt ny kyrka väcktes  några  decennier senare p.g.a. kyrkans bristfälliga skick och resulterade i uppförandet av en stor kyrka i historiserande blandstil 1876 - 1877 belägen i Rävemåla. Den sista gudstjänsten hölls  i den gamla kyrkan den 16 september 1877.En del av kyrkans inventarier togs till vara bl.a. det medeltida triumfkrucifixet, men mycket auktionerades bort. Så småningom rasade taket in, liksom delar av murarna. Den gamla kyrkan med medeltida anor blev en ruin.
1920 togs initiativet till en restaurering av ruinen. Det var Yxnanäs hembygdsförening som utförde restaureringsarbetet 1924-1925 efter anvisningar från landsarkivarien. 1937 uppfördes en klockstapel. 1964 företogs utgrävningar som leddes av Alvar Neander varvid den gamla kyrkans ursprungliga utseende och ålder undersöktes.

### Händelseregister
- 1100-talet Absidkyrka uppförd i Älmeboda

- 1400-talet Kyrkan utvidgad åt öster
- 1565 Kyrkan bränd av danskarna
- 1700-talet Strävpelare uppförda i anslutning till kyrkans gavelpartier
- 1711 Peststenen erhöll sin text
- 1787 Utbyggnad av kyrkan åt öster
- 1877 Kyrkan överges
- 1924-1925 Restaurering av kyrkoruinen genomförd av Yxnanäs hembygdsföreningen under ledning av landsantikvarien[3]
- 1964 Utgrävning genomförd av Älmeboda hembygdsförening för att försöka fastställa kyrkans ålder. De utbyggnadsetapper som framkom markerades med nedgrävda, vitmålade stenar

### Bevarade föremål
En bit av en relief i ett altarskåp från 1500-talet i SHM 23002

## Bildgalleri

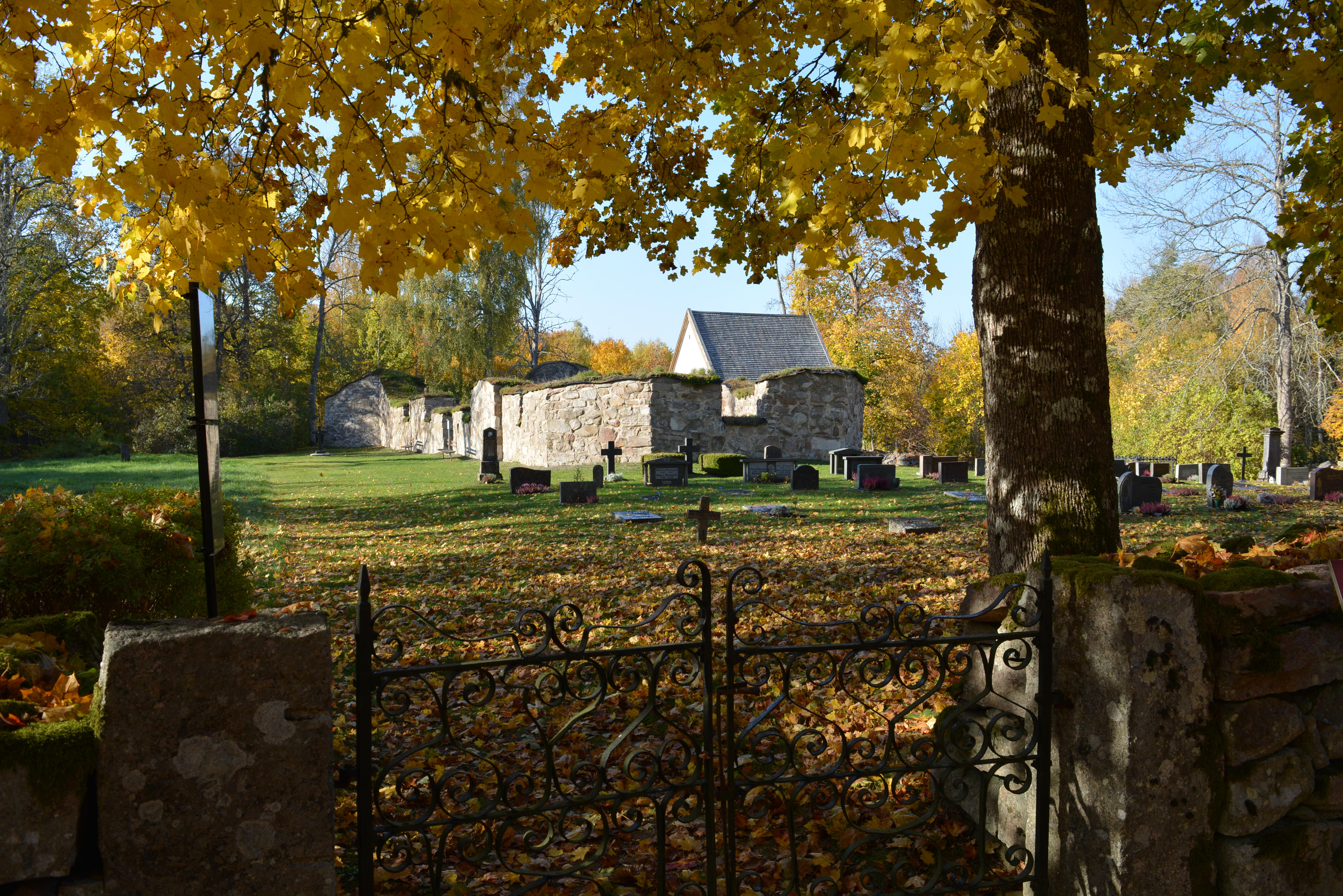
Kyrkoruinen och kyrkogården.
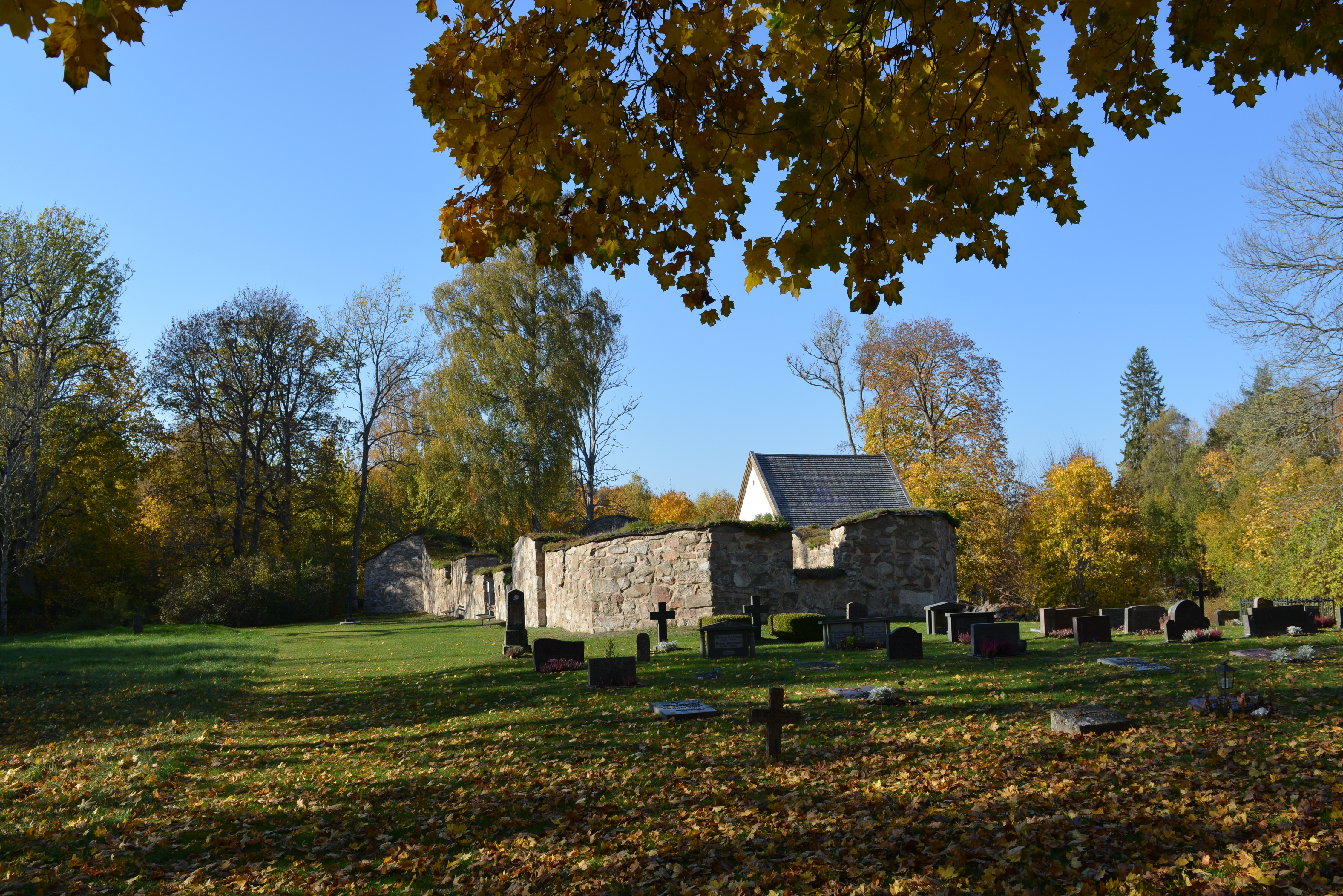
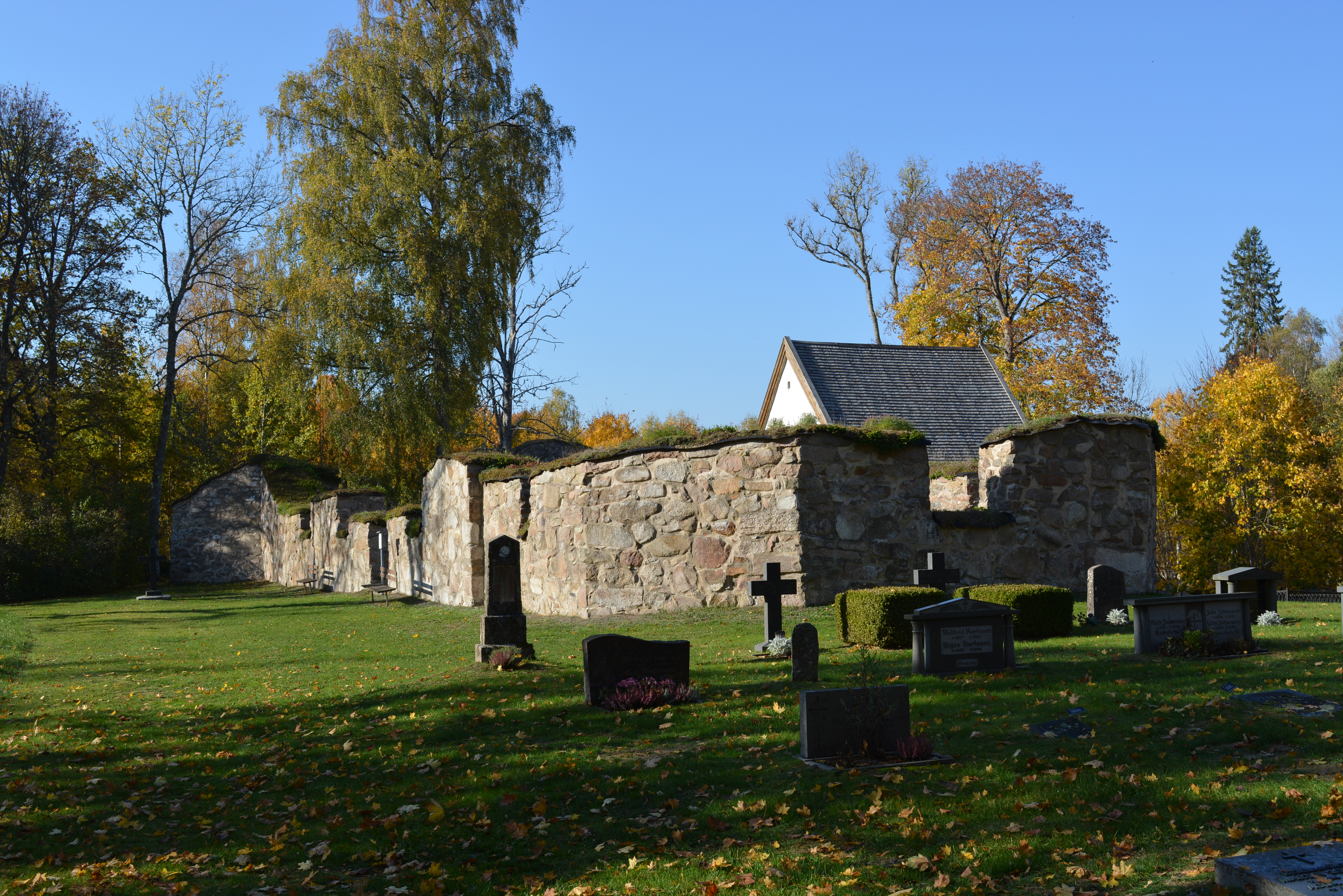
Ruinen från sydöst.
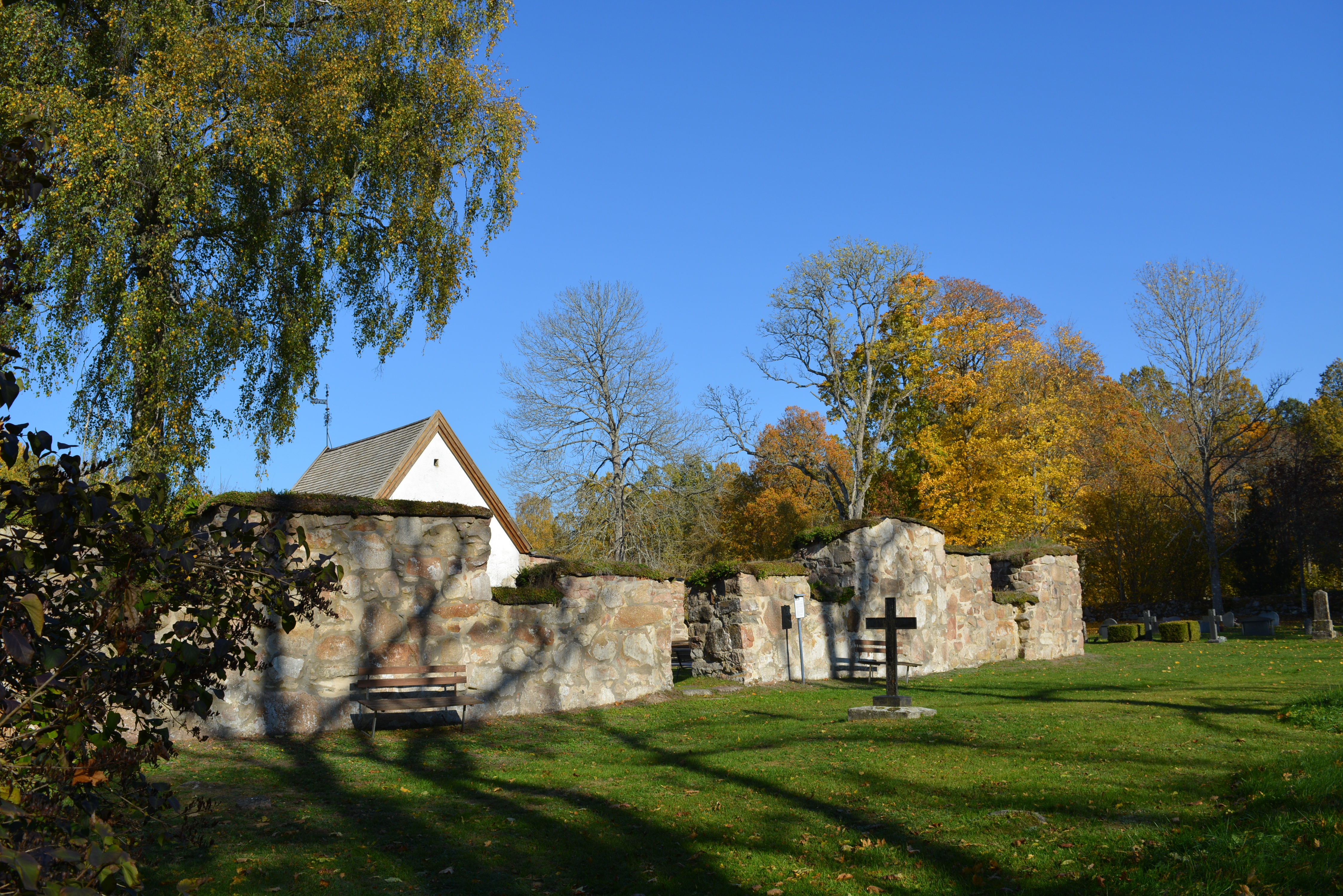
Exteriör från sydväst.
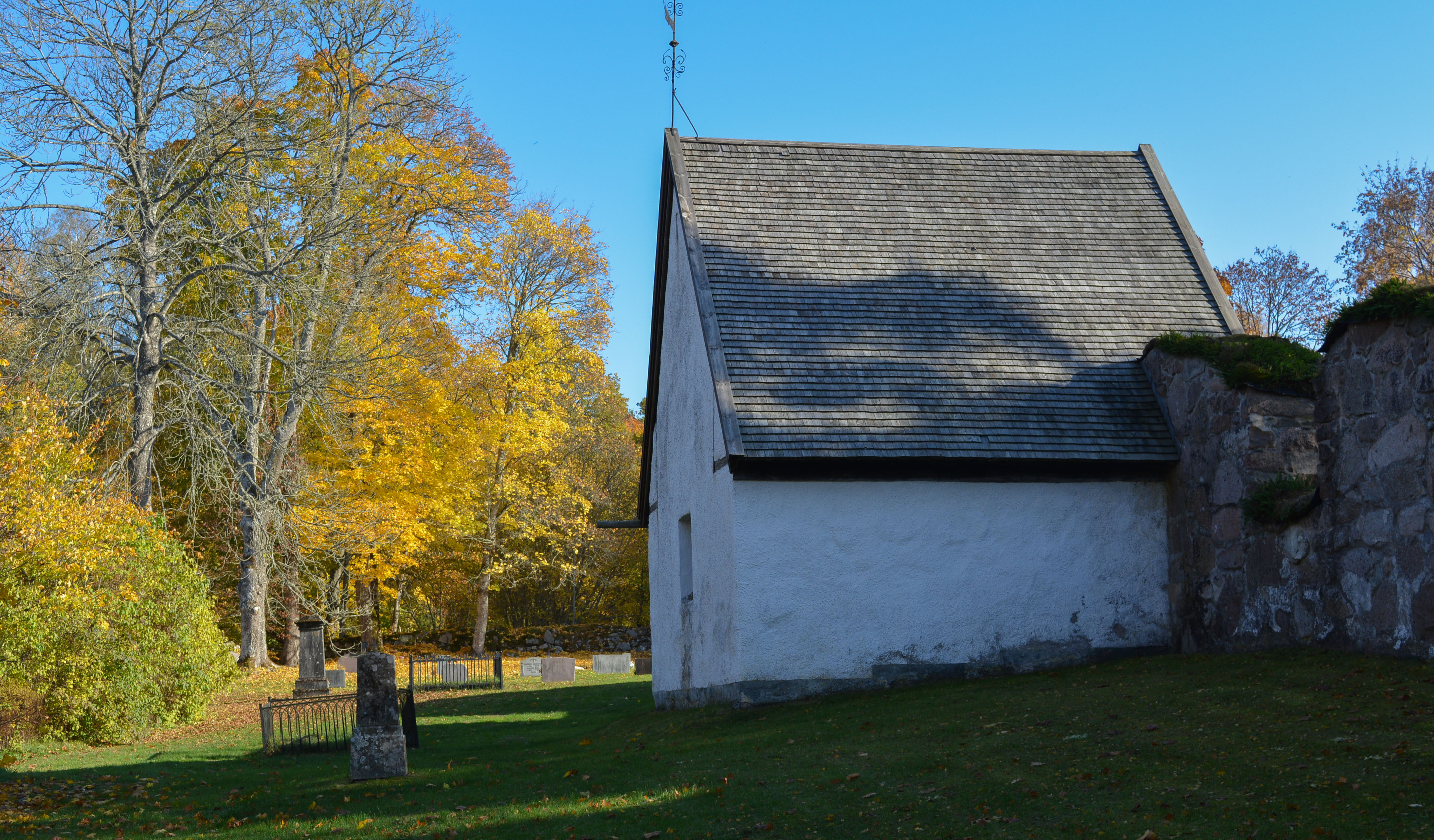
Kyrkoruinen från nordväst.
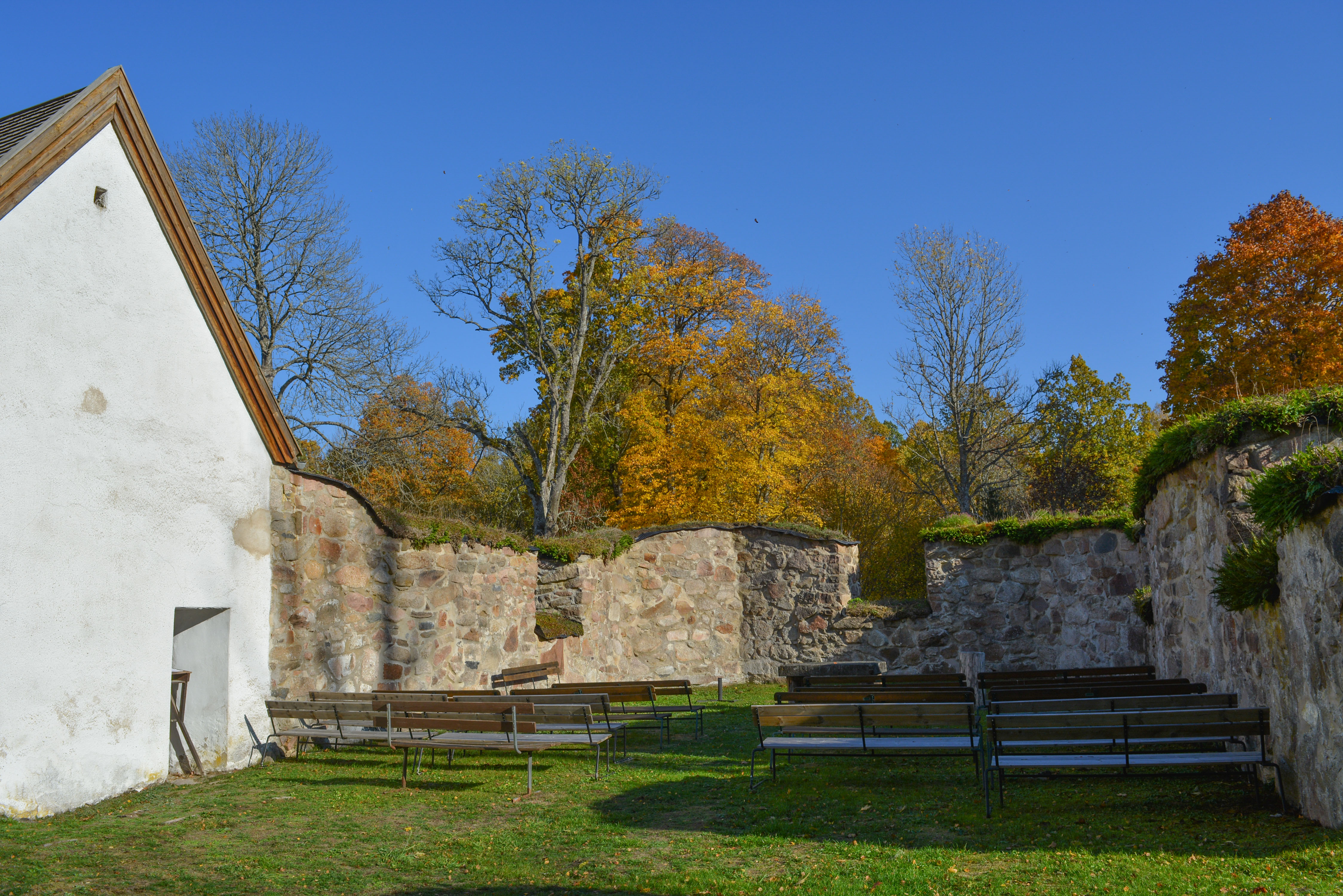
Ruinens inre del.
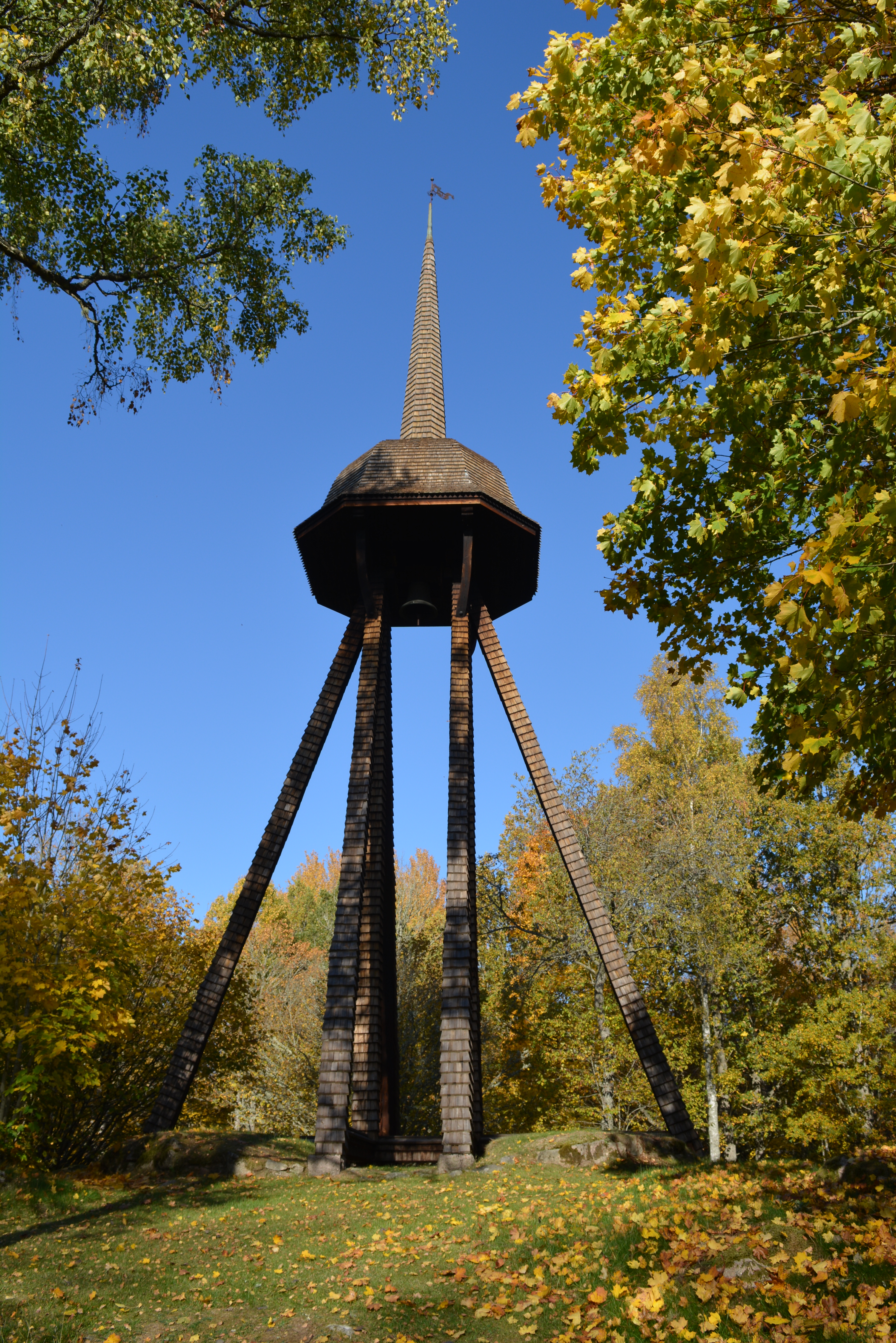
Klockstapeln uppförd 1937.